# Martin Lydius
Martin Lydius oder Martinus Lydius (* 1539 oder 1540 in Lübeck; † 27. Juni 1601 in Franeker) war ein deutscher reformierter Theologe und Hochschullehrer.

## Leben
Martin Lydius war Sohn des Johann Lydius. Die Familie siedelte aufgrund des Glaubens von Lübeck nach Ilfeld über. Dort erhielt Lydius an der Klosterschule Ilfeld unter Michael Neander seinen ersten Unterricht. 1564 kam er zum Studium der Theologie an die Universität Tübingen. Von dort wechselte er 1567 an die Universität Heidelberg. Dort wurde er neben Zacharias Ursinus Vorsteher des Collegium Philosophicum. Als Kurfürst Ludwig VI. von der Pfalz die Heidelberger Universität zu einer lutherischen Hochschule umgestaltete, ging Lydius nach Umstadt und von dort aus nach Frankfurt am Main und Antwerpen.
Lydius erhielt zum 21. April 1579 einen Ruf als dritter Prediger nach Amsterdam. Er ging jedoch erst im Mai 1580 nach Amsterdam. 1581 besuchte er die Nationalsynode in Middelburg, vom 13. bis 27. März 1582 leitete er die große nord- und südholländische Landessynode in Haarlem und 1583 die nordholländische Synode in Amsterdam. Später übertrug ihm Wilhelm Ludwig von Nassau die Leitung der friesischen Provinzialsynode 1589 und 1596. Zur Schlichtung von Kirchstreitigkeiten wurde er 1586 nach Bolsward und 1589 nach Leeuwarden gerufen. Auch entwarf er 1594 mit Menso Alting und Sibrand Lubbert eine neue Kirchenverfassung für Groningen.
Lydius erhielt 1585 von der Universität Leiden einen Ruf als Professor der Theologie. Diesen schlug er jedoch aus und trat zum 29. Juli 1585 eine Theologieprofessur an der Universität Franeker an. 1586 und 1598 war er Rektor der Hochschule. Zudem stieg er zum Professor primarius der Theologie auf.
Der Prediger Balthasar Lydius war sein Sohn, der Prediger Jacobus Lydius sein Enkel.

## Werke (Auswahl)
- De formidabili illa classe Hispanica contra Anglos divinitus repressa, fracta, dissipata, dextra excelsi celebratio ad psalmum 124 accommodata, Franeker 1589.
- Oratio panegyrica de necessitate disciplinam in scholis et praecipue academiis restituendi, Franeker 1595.
- Oratie, of grondige verclaringe over den 124 Psalm, 1619.
- Erklärungen der Weissagungen Nahums und Maleachi’s, Manuskript ohne Jahr.